# Cities: Skylines II
Cities: Skylines II és una simulació de construcció de ciutats anunciada pel desenvolupador finlandès Colossal Order per al 2023. El mateix estudi va crear prèviament Cities in Motion, Cities in Motion 2 i el predecessor Cities: Skylines. El publicador serà Paradox Interactive, el mateix que amb el predecessor.

## Concepte del videojoc
El joc simula el desenvolupament d'una ciutat tenint en compte diversos factors, com ara el tràfic, l'economia, les finances o l'educació. Les decisions del jugador afectaran la seva pròpia ciutat. El segon títol de la sèrie també oferirà un major realisme, que es manifestarà en plagues de rates, tempestes de calamarsa o el canvi de les estacions, entre altres coses. A diferència del seu predecessor, el mapa del joc constarà d'un nombre més gran de seccions, la qual cosa implicaria un mapa global més gran.
Els jugadors podran crear modificacions per al joc des del començament.

## Llançament
Cities: Skylines II va ser anunciat el 6 de març de 2023 durant la transmissió en directe de la Paradox Announcement Show a través de YouTube. El joc es va llançar el 24 d'octubre de 2023 per a PC, Xbox Series i PlayStation 5. A causa del baix rendiment i la mala optimització del joc, aquest va crear moltes queixes per part dels usuaris. El joc requereix un equip de gamma alta per a poder jugar de forma decent.